# Habranthus crassibulbus
Habranthus crassibulbus är en amaryllisväxtart som beskrevs av Pierfelice Ravenna. Habranthus crassibulbus ingår i släktet Habranthus och familjen amaryllisväxter. Inga underarter finns listade i Catalogue of Life.